# 꼽등이과
꼽등이과(Rhaphidophoridae)는 메뚜기목의 한 과이다. 전 세계적으로 250종이 알려져 있고, 한반도에는 6종이 알려져 있다.
성충의 몸길이는 보통 2.5~3cm 전후로 대부분 어두운 색을 띈다. 몸의 등 부분이 굽어 있어 꼽등이라는 이름으로 불린다. 햇빛을 싫어하여 동굴과 같은 어두운 곳에 서식하며 청각 기관이 없다. 주로 유기물이나 죽은 동물을 먹으며, 귀뚜라미와 다소 비슷한 외모를 가지고 있어 귀뚜라미로 오인되기도 하는데, 많은 차이를 보인다. 메뚜기목으로 불완전탈바꿈을 하며, 꼽등이의 유충도 어미와 같은 모습을 가지고 있다.

## 분포
꼽등이 종류는 모든 대륙과 그 대륙에 딸린 섬에서 서식한다. 그러나, 아프리카에는 한 종의 꼽등이만 남 케이프 지역에 국한해서 서식하고 있을 뿐이다. 뉴질랜드에서 살고 있는 꼽등이 종류는 동굴 웨타(cave weta)라고 한다. 하지만 '웨타'라고 불리는 곤충 전부가 꼽등이 종류에 속하는 것은 아니다.

## 귀뚜라미와의 구별
꼽등이와 같은 메뚜기목의 여치아목에 속하는 귀뚜라미는 꼽등이와 형태가 조금 유사하다. 그러나 꼽등이는 귀뚜라미와 외형상 많은 차이를 보인다. 귀뚜라미와 꼽등이 모두 비슷한 크기(17~25mm)이지만 귀뚜라미 대부분이 날개를 가지고 있으나 꼽등이는 날개가 아예 없다. 또한 귀뚜라미는 등이 평평한 데 반해 꼽등이는 등이 굽어 있다. 꼽등이는 귀뚜라미보다 다리가 긴 것도 차이점이다.
귀뚜라미와 꼽등이는 산란관의 모양도 다르다. 귀뚜라미의 산란관은 가늘고 곧게 뻗은 창 모양이지만, 꼽등이의 산란관은 약간 위쪽으로 솟아 있는 낫 모양이다. 귀뚜라미는 발목 마디의 수가 3개이지만 꼽등이는 여치류처럼 발목 마디의 수가 4개이다.

## 생태
산이나 동굴, 주택 주변의 어두침침하고 습기 찬 곳에 서식하며, 주로 유기물이나 작은 동물의 시체를 먹는다. 낮에는 구석진 곳이나 으슥한 곳에 숨어있다가 밤에 밖으로 나와서 활동한다. 사람이 사는 집 안으로 들어오기도 하는데, 꼽등이는 질병을 옮기거나 작물에 큰 피해를 주지 않기 때문에 해충으로 분류되지는 않는다. 하지만 높이 뛰고, 징그럽게 생겼다는 점 때문에 해충으로 아는 사람들이 더 많다.(실제로도 해충이다) 게다가 연가시가 들어있는경우도 있다.
특징적인 사지와 더듬이는 이중 목적을 수행한다. 일반적으로 빛이 없는 환경에 살거나 밤에 활동하며, 도달 범위가 제한적인 촉각에 크게 의존한다. 건물의 지하실에 서식하는 것으로 알려져 있지만, 많은 동굴 귀뚜라미는 평생을 동굴 깊은 곳에서 보낸다. 이러한 서식지에서 영양분이 부족한 긴 시간을 보내기도 한다. 시력이 제한적인 동굴 귀뚜라미는 포식을 피하기 위해 자주 점프한다. 연구된 꼽등이과 종은 주로 청소부이며 식물, 동물 및 곰팡이 물질을 먹는다. 위협적으로 보이지만 완전히 무해하다.
"모래꾼"으로 알려진 그룹은 사구에 한정되어 있으며 이 환경에 적응되어 있다. 야간에만 활동하며 낮에는 모래 속에 burrowing하여 수분 손실을 최소화한다. 캘리포니아와 유타의 큰 사구에서 이들은 전갈과 적어도 한 종의 특화된 새인 르콘테스 떼까마귀 (Toxostoma lecontei)의 먹이가 된다. 떼까마귀는 사구를 돌아다니며 주간 은신처의 특징적인 debris를 찾아 모래꾼을 발굴한다 (새의 서식지는 미국의 모하비 및 콜로라도 사막에 있다).

## 인간과의 상호작용

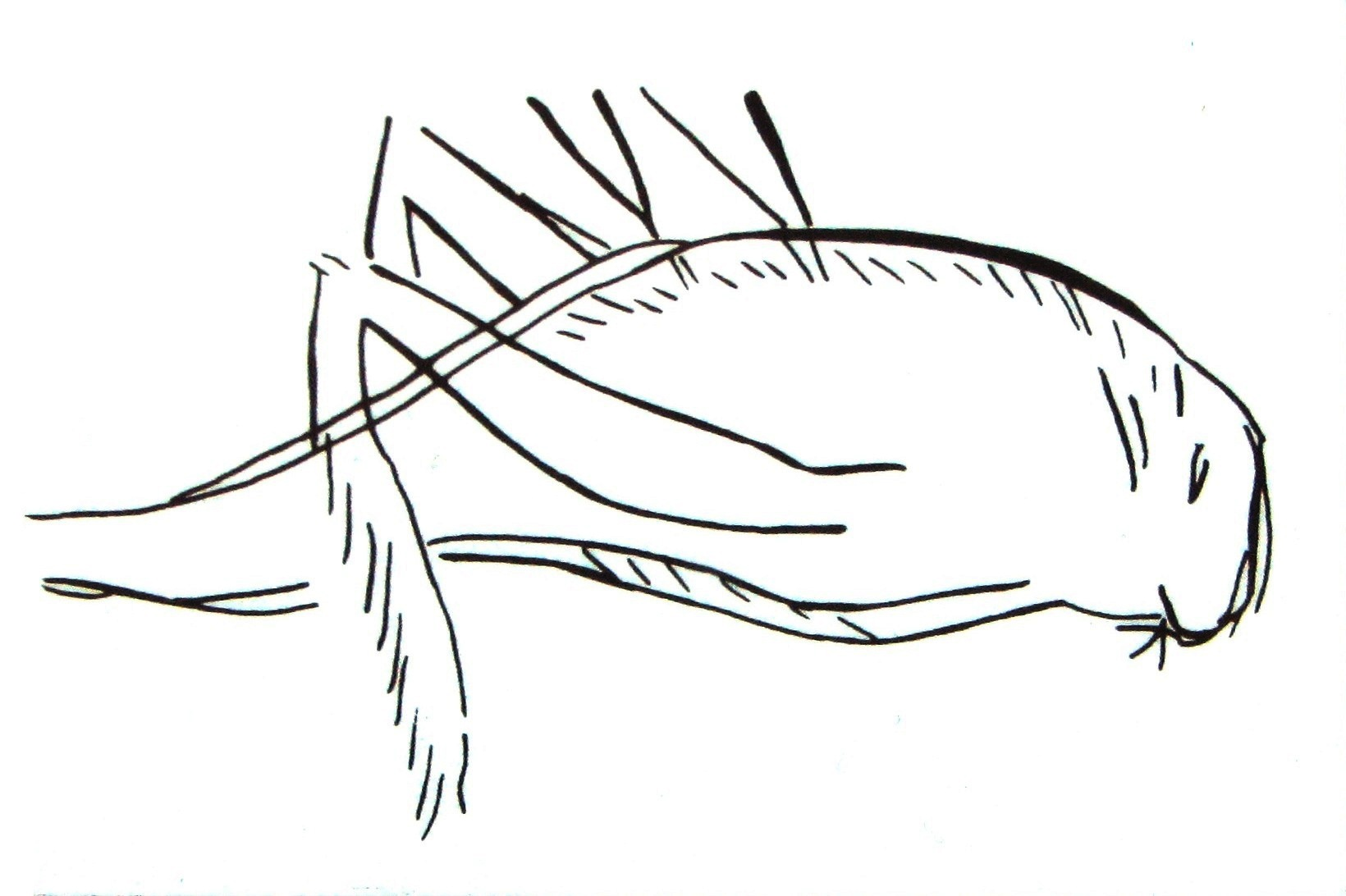
동굴 귀뚜라미 조각 그림

동굴 및 낙타 귀뚜라미는 특히 지하실과 같이 건물 및 가정에서 귀찮은 존재로서 경제적 중요성이 거의 없다. 이들은 대개 인접 지역에서 배회하는 "우발적 침입자"이다. 실내에서 번식할 수 있으며 지하실, 샤워실 또는 세탁 공간과 같이 어둡고 습한 조건과 음식물 역할을 하는 유기물 (예: 퇴비 더미)에서 발견된다. 일본 홋카이도 및 기타 추운 지역에서 가정에 상당히 흔하게 침입하는 종이다. 이들은 카마도 우마 또는 구어적으로 벤죠 코로기 (便所コオロギ, 말 그대로 "화장실 귀뚜라미")라고 불린다.
암컷 Troglophilus 속의 표현은 트루아프레르 동굴의 들소 뼈에 새겨져 발견되었으며, 마들렌 문화 시대의 선사 시대 인구가 거주했던 동굴에서 애완동물이나 해충으로 이미 인간 주변에 존재했을 가능성을 보여준다.

## 하위 분류
- Aemodogryllinae  — 아시아(일본, 한국, 인도차이나, 러시아, 중국)에 분포
- Ceuthophilinae — 미국
- Dolichopodainae — 지중해
- Hadenoecinae — 미국
- Macropathinae — 오스트레일리아, 칠레, 뉴질랜드 ('동굴 웨타'의 한 무리)
- † Protroglophilinae
- Rhaphidophorinae — 미국
- Troglophilinae — 지중해
- Tropidischiinae — 캐나다

### 한반도의 꼽등이
한반도에는 6종의 꼽등이가 알려져 있다. 이 중 꼽등이와 알락꼽등이는 주택 주변에서 살기도 한다.
- 꼽등이 (Diestrammena coreana Yamasaki, 1969)
- 알락꼽등이 (Diestrammena asynamora Adelung, 1902)
- 장수꼽등이 (Diestrammena unicolor Brunner von Wattenwyl, 1888)
- 검정꼽등이 (Paratachycines ussuriensis Storozhenko, 1990)
- 굴꼽등이 (Paratachycines boldyrevi Uvarov, 1926)
- 산꼽등이 (Anoplophilus koreanus Storozhenko et Paik, 2010)

## 같이 보기
- 귀뚜라미
- 웨타

## 참고 문헌
1. ↑  [http://www.catalogueoflife.org/annual-checklist/2010/details/species/id/6792015
꼽등이과] - Catalogue of Life: 2010 Annual Checklist
2. 1 2  Richards, Aola (1961). “Some observations on New Zealand Cave-Wetas”. 《Tuatara》 9 (2): 80–83.
3. ↑  Rick Steinau. “Camelback Crickets”. 《Ask the Exterminator》. 2021년 6월 14일에 원본 문서에서 보존된 문서.
4. ↑  Bégouën, Henri (1929). “Sur quelques objets nouvellement découverts dans les grottes des Trois Frères (Montesquieu-Avantès, Ariège)”. 《Bulletin de la Société Préhistorique de France》 (프랑스어) 26 (3): 188–196. doi:10.3406/bspf.1929.6692. ISSN 1760-7361..
5. ↑  한국의 메뚜기, 꼽등이과.
6. ↑  백문기, 황정미, 정광수, 김태우, 김명철 저 (2010년 8월 20일). 《한국 곤충 총 목록, 2010》. 자연과생태.